# エムケイシステム
株式会社エムケイシステム（英: MKSystem Corporation）は、大阪府大阪市に本社を置き、コンピュータアプリケーション開発を行う日本の企業である。

## 事業
- 社会保険、労働保険の申請手続き業務支援システムのクラウドサービス事業
  - 社会保険労務士事務所、労働保険事務組合、一般企業に対して、社会保険・労働保険における申請手続き業務を支援するアプリケーションシステムを、ASPサービス・アプリケーションサービスプロバイダにより提供している。
- 給与計算・就業管理・給与明細配信業務支援システムのクラウドサービス事業
  - 社会保険労務士事務所の顧問先に対して、給与計算、就業管理、給与明細配信業務を支援するアプリケーションシステムを、ASPサービスにより提供している。

## 沿革
- 1989年（平成元年）2月 - 大阪市天王寺区に株式会社エムケイ情報システムを設立、商工業者団体向けの会員管理システム、会計システム、労働保険事務組合システム、給与計算並びに年末調整システムの販売を開始。
- 1993年（平成4年）11月 - 商号を株式会社エムケイ情報システムから、株式会社エムケイシステムに変更。
- 2015年（平成27年）3月 - 東京証券取引所JASDAQ市場スタンダードに株式を上場。
- 2023年（令和5年）6月 - 管理するサーバーがランサムウェアによる不正アクセスを受け提供する「社労夢」をはじめとした複数のシステムに接続障害が発生[1]。

## 製品
- 社会保険労務士事務所向けサービス
  - ネットde社労夢SE
  - 社労夢ハウス
  - 社労夢Lite
  - ネットdeバックアップ
  - ネットdeファイリング
- 労働保険事務組合向けサービス
  - ネットde事務組合
- 一般大手企業向けサービス
  - 社労夢 Company Edition
  - 社労夢 Company Edition Lite
- 社労士事務所顧問先向けサービス
  - ネットde顧問